# Nissan X-Trail
Nissan X-Trail je crossover vyráběný od roku 2001 japonskou automobilkou Nissan. Patří mezi první crossovery této značky a na trhu se začal prodávat ve stejné době jako některá další konkurenční SUV – Suzuki Grand Vitara, Ford Escape, Hyundai Tucson, Honda CR-V a Toyota RAV4.
X-Trail nebyl nikdy nabízen dovozci na americkém trhu. V Kanadě byla první generace nabízena do doby, než byla nahrazena modelem Rogue, avšak v Mexiku se prodávají oba modely Nissanu. Rogue je založen na stejné platformě jako druhá generace X-Trailu a je velmi podobný modelu Qashqai. Nissan nabízí také hybridní verzi X-Trailu nazvanou X-Trail FCV.